# Скрытая теплота
Скры́тая теплота́ — теплота, высвобождаемая или поглощаемая термодинамической системой при изменении своего состояния, но не сопровождаемая изменением температуры. Наблюдается при фазовых переходах: плавлении, парообразовании, отвердевании и т. д. Термин введён Джозефом Блэком около 1750 года.